# 2023年至2024年国家冰球联盟赛季
国家冰球联盟2023—24赛季是北美国家冰球联盟（NHL）的第107个运营赛季（第106个比赛赛季）。例行賽于2023年10月10日开始，将于2024年4月18日结束。斯坦利杯季后赛于4月20日开始。总决赛在佛羅里達美洲豹和埃德蒙顿油人之间进行，美洲豹先是连胜3场后又连负3场，最终在7番战中战胜油人，赢下了队史上的首座斯坦利杯。

## 联盟事务

### 选秀大会
2023年NHL选秀大会于2023年6月28日、29日在田纳西州纳什维尔的普利司通体育馆举行。康纳·贝达德在第一顺位被芝加哥黑鹰队选中。

### 澳大利亚季前赛
有史以来第一次在澳大利亚举行比赛。亚利桑那郊狼队和洛杉矶国王队于9月23日和24日在墨尔本的罗德·拉沃球场举行了比赛，这里是澳大利亚网球公开赛的主场地。由于该场馆并非为冰球而设计，联盟建造了一个类似于其他室外比赛的临时冰场，比赛期间场馆的可伸缩屋顶是关闭的。

## 场馆变更
作为与阿梅兰特银行（Amerant Bank）签订的冠名权协议的一部分，佛罗里达美洲豹队的主场FLA Live体育馆（FLA Live Arena）于2023年9月19日更名为阿梅兰特银行体育馆（Amerant Bank Arena）。

## 例行賽
例行賽于2023年10月10日开始，2024年4月18日结束。

### 国际比赛
联盟连续四天在瑞典斯德哥尔摩的艾維奇體育館举行了四场常规赛。底特律红翼队和渥太华参议员队于11月16日对阵。红翼队随后于11月17日对阵多伦多枫叶队。11月18日，明尼苏达狂野队对阵参议员队。最后，狂野队于11月19日对阵枫叶队。

### 全明星赛
2024年全明星赛于2024年2月3日在多伦多枫叶队的主场多伦多丰业银行体育馆举行。

### 推迟的比赛
原定于2024年1月17日布法罗军刀队主场迎战芝加哥黑鹰队的比赛因布法罗大雪导致的旅行限制而推迟到1月18日。

## 斯坦利杯季后赛

### 斯坦利杯总决赛
| 賽事   | 日期          | 客隊           | 比數 | 主隊           |
| ------ | ------------- | -------------- | ---- | -------------- |
| 第一場 | 2024年6月8日  | 埃德蒙顿油人   | 0–3  | 佛罗里达美洲豹 |
| 第二場 | 2024年6月10日 | 埃德蒙顿油人   | 1–4  | 佛罗里达美洲豹 |
| 第三場 | 2024年6月13日 | 佛罗里达美洲豹 | 4–3  | 埃德蒙顿油人   |
| 第四場 | 2024年6月15日 | 佛罗里达美洲豹 | 1–8  | 埃德蒙顿油人   |
| 第五場 | 2024年6月18日 | 埃德蒙顿油人   | 5–3  | 佛罗里达美洲豹 |
| 第六場 | 2024年6月21日 | 佛罗里达美洲豹 | 1–5  | 埃德蒙顿油人   |
| 第七場 | 2024年6月24日 | 埃德蒙顿油人   | 1–2  | 佛罗里达美洲豹 |